# В'яз еліптичний
В'яз еліптичний (Ulmus elliptica) — вид квіткових рослин родини в'язових (Ulmaceae).

## Біоморфологічна характеристика
Це дерево 20—35 метрів заввишки. Молоді пагони бурі чи зеленувато-бурі, густо сіро запушені. Листки темно-зелені, знизу сіро-зелені, густо м'яко запушені. Крилатка (1.1)2–3 см завдовжки, зеленувато-бура.

## Поширення
Країни зростання: Україна, пн.-сх. Туреччина.
В Україні росте у широколистяних лісах — у Карпатах, Лісостепу, Криму (тільки в горах), досить часто.